# Воч
Воч (Вочь) — река в Гайнском районе Пермского края и Усть-Куломском районе Республике Коми России. Левый приток Северной Кельтмы.

## Общие сведения
Протекает по лесистой, заболоченной, малонаселённой местности. Впадает в Северную Кельтму в 61 км от её устья по левому берегу на высоте 106 м над уровнем моря. Длина реки — 151 км, площадь водосборного бассейна — 1710 км². Среднегодовой расход воды в 133 км от устья составляет 2,87 м³/с (данные наблюдений с 1979 по 1985 год), в 51 км от устья — 14,64 м³/с (данные наблюдений с 1954 по 1988 год). Основной приток — река Воим (левый; 52 км). На реке расположены село Дзёль, деревня Габово, деревня Верхний Воч и село Нижний Воч (от истока к устью).

## Притоки
Объекты перечислены по порядку от устья к истоку.
- 30 км: Мельничаёль (лв)
- 63 км: Ивановка (лв)
- 64 км: Ереёль (пр)
- 66 км: Слуда (лв)
- 66 км: Озъёль (лв)
- 79 км: Лепдинъёль (пр)
- 81 км: Ыджыдъёль (пр)
- 85 км: Берёзовка (лв)
- 86 км: Огъёль (пр)
- 97 км: Высокий (лв)
- 98 км: Гусика (пр)
- 106 км: Яга (пр)
- 115 км: Андреевка (лв)
- 119 км: Воим (лв)
- 134 км: Тугум (лв)
- 138 км: Бадья (пр)

## Данные водного реестра
По данным государственного водного реестра России относится к Двинско-Печорскому бассейновому округу, водохозяйственный участок реки — Вычегда от истока до города Сыктывкар, речной подбассейн реки — Вычегда. Речной бассейн реки — Северная Двина.
Код объекта в государственном водном реестре — 03020200112103000015418.